# Zajezierze (Poméranie-Occidentale)
Pour les articles homonymes, voir Zajezierze.
Zajezierze est une localité polonaise de la gmina mixte et du powiat de Łobez en voïvodie de Poméranie-Occidentale. Elle se situe à environ 73 km à l'est de la capitale régionale Szczecin.

## Géographie

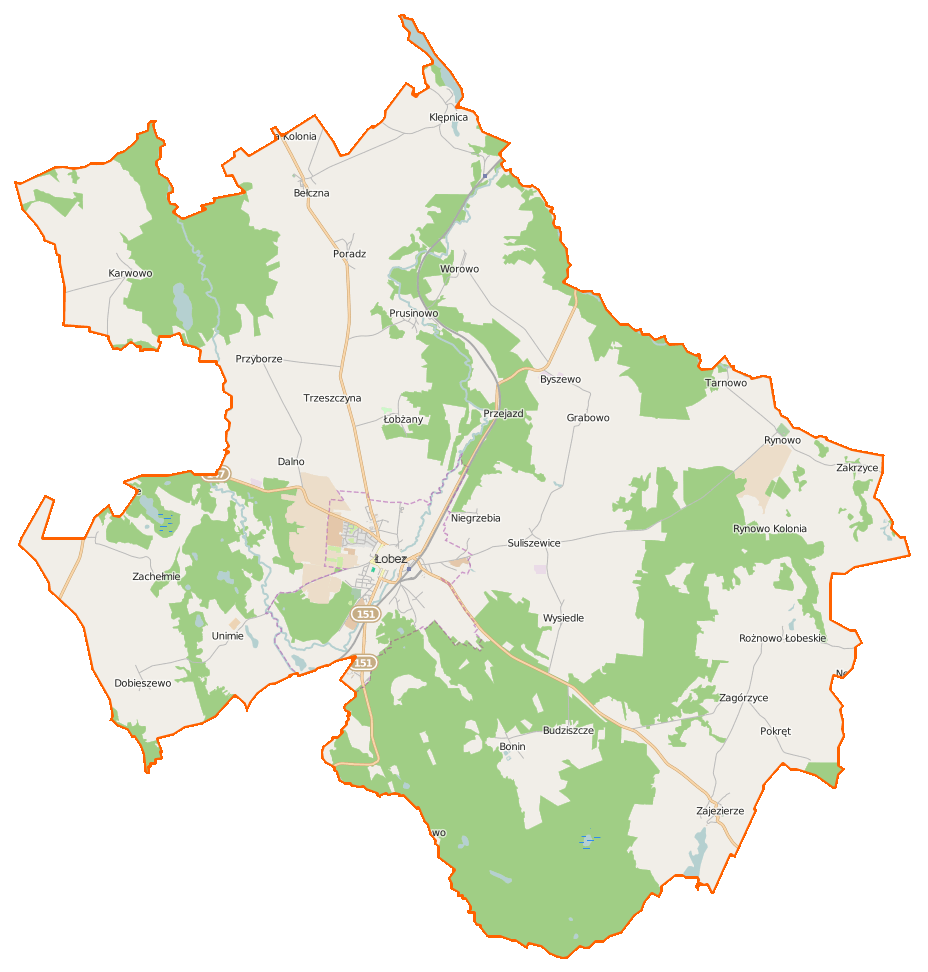
Carte de la gmina de Łobez.

## Histoire
De 1818 à 1945, Schönwalde est le chef-lieu de l'arrondissement de Regenwalde (de) dans le district de Stettin au sein de la province de Poméranie.